# Opharus aeschista
Opharus aeschista är en fjärilsart som beskrevs av Paul Dognin 1911. Opharus aeschista ingår i släktet Opharus och familjen björnspinnare. Inga underarter finns listade i Catalogue of Life.